# Phường 10, Đà Lạt
Phường 10 là một phường thuộc thành phố Đà Lạt, tỉnh Lâm Đồng, Việt Nam.

## Địa lý
Phường 10 nằm ở phía đông nam thành phố Đà Lạt, có vị trí địa lý:
- Phía đông giáp Phường 11
- Phía tây giáp Phường 1 và Phường 3
- Phía nam giáp Phường 3
- Phía bắc giáp Phường 9.

Phường 10 có diện tích 13,70 km², dân số năm 2022 là 16.036 người, mật độ dân số đạt 1.170 người/km².

## Hành chính
Phường 10 được chia thành 15 tổ dân phố: Đa Lợi, Hoàng Hoa Thám, Hồng Lạc, Khe Sanh, Khởi Nghĩa Bắc Sơn, Lê Văn Tám, Nhất Thống, Phạm Hồng Thái, Sở Lăng, Trần Hưng Đạo, Trần Quang Diệu, Trần Quý Cáp, Trần Thái Tông, Yên Thế, Yersin.

## Lịch sử
Ngày 6 tháng 6 năm 1986, Hội đồng Bộ trưởng ban hành Quyết định số 67-HĐBT về việc thành lập Phường 10 trên cơ sở 22 tổ dân phố với 8.435 nhân khẩu của Phường 5 cũ.
Ngày 21 tháng 1 năm 2020, HĐND tỉnh Lâm Đồng ban hành Nghị quyết số 166/NQ-HĐND về việc sáp nhập tổ dân phố Ga Đà Lạt và tổ dân phố Nguyễn Trãi vào tổ dân phố Phạm Hồng Thái.